# Ordine degli Hashemiti
L'Ordine degli Hashemiti era la più alta onorificenza del regno dell'Iraq, cessata poi con l'avvento della repubblica irachena.

## Storia
L'ordine venne fondato nel 1932 da Faisal I, primo re dell'Iraq, concessa nell'unica classe di gran collare e destinata a ricompensare i capi di Stato stranieri e le maggiori figure del regno. Il re Faisal II, successivamente, introdusse la classe di gran cordone destinata ai principi ed alle principesse della dinastia degli Hashemiti ed ai membri delle case regnanti straniere.

## Classi
L'ordine veniva concesso in due gradi di benemerenza:
- Gran Collare
- Gran Cordone

## Insegne
- Il collare consiste in una collana in oro che alterna arabeschi con stelle di sei punte a lancia smaltate in blu e bianco aventi al centro un medaglione rosso con una corona dorata. La collana termina con un pendente costituito da una stella a sei punte lanceolate smaltate di blu e rabescate d'oro, affiancate a infiorescenze bianche e oro. Al centro si trova un medaglione rosso con una corona reale dorata.
- La medaglia dell'ordine consiste in una stella a sei punte lanceolate smaltate di blu e rabescate d'oro, affiancate a infiorescenze bianche e oro. Al centro si trova un medaglione rosso con una corona reale dorata.
- Il nastro della classe di gran cordone è verde.